# Municipio de Duck Creek (Kansas)
El municipio de Duck Creek (en inglés: Duck Creek Township) es un municipio ubicado en el condado de Wilson en el estado estadounidense de Kansas. En el año 2010 tenía una población de 87 habitantes y una densidad poblacional de 0,93 personas por km².

## Geografía
El municipio de Duck Creek se encuentra ubicado en las coordenadas 37°25′7″N 95°54′48″O / 37.41861, -95.91333. Según la Oficina del Censo de los Estados Unidos, el municipio tiene una superficie total de 93.23 km², de la cual 92,59 km² corresponden a tierra firme y (0,68 %) 0,64 km² es agua.

## Demografía
Según el censo de 2010, había 87 personas residiendo en el municipio de Duck Creek. La densidad de población era de 0,93 hab./km². De los 87 habitantes, el municipio de Duck Creek estaba compuesto por el 100 % blancos. Del total de la población el 3,45 % eran hispanos o latinos de cualquier raza.